# Gerd Kochendoerfer
Gerd Kochendoerfer (* 6. März 1900 in Taucha; † 28. Juli 1948 in Mannheim) war ein deutscher Politiker (CDP/CDU).

## Leben
Kochendoerfer studierte Physik und wurde 1922 von der Universität Frankfurt am Main als Physiker promoviert. Er arbeitete bei der BASF. 
Nach dem Zweiten Weltkrieg trat er der CDP bei, aus der später der rheinland-pfälzische Landesverband der CDU hervorging. Für diese war er 1946/47 Mitglied der Beratenden Landesversammlung. Er war Mitglied des Stadtrats Ludwigshafen.

## Werke
- Studien über die katalytische Reduktion von Aldehyden, Diss., Frankfurt am Main 1922